# Un, deux, trois, soleil
Un, deux, trois, soleil (internationaal: 1, 2, 3, Sun) is een Franse langspeelfilm uit 1993 naar een scenario en in regie van Bertrand Blier met Anouk Grinberg, Marcello Mastroianni en Jean-Pierre Marielle in hoofdrollen. De dramafilm was in 1994 genomineerd voor vijf Césars waarvan de film er ook twee won.
Blier was genomineerd voor de Beste regisseur. Anouk Grinberg was genomineerd voor Beste actrice en Myriam Boyer voor Beste actrice in een bijrol. Khaled mocht de César voor beste muziek en Olivier Martinez de César voor beste jong mannelijk talent ook in ontvangst nemen.

## Verhaal
Victorine leeft in een van de armere wijken van Marseille waar ze overleeft tussen haar verstikkende moeder, haar dronken vader die ze probeert terug op het rechte pad te krijgen en vervelende bendes die iedereen terroriseren. Haar eerste lief, Petit Paul wordt door een gangster neergeschoten. Dan leert ze Maurice kennen en begint een relatie met hem.

## Rolverdeling
| Acteur               | Personage                     |
| -------------------- | ----------------------------- |
| Anouk Grinberg       | Victorine                     |
| Marcello Mastroianni | Constantin Laspada (de vader) |
| Myriam Boyer         | Daniela Laspada (de moeder)   |
| Jean-Pierre Marielle | de eenzame man                |
| Olivier Martinez     | petit Paul                    |
| Jean-Michel Noirey   | Maurice Le Garrec             |
| Claude Brasseur      | gangster                      |